# Легенди осені
«Легенди осені» (англ. Legends of the Fall) — американський художній фільм 1994 року режисера Едварда Цвіка. Екранізація однойменної новели Джима Гаррісона (1979). Часові рамки фільму охоплюють початок 1900-х років, Першу світову війну, епоху заборони алкоголю, та закінчуються короткою подією, дія якої відбувається в 1963 році. Фільм був номінований на три премії «Оскар» і виграв у номінації «Найкраща операторська робота» (Джон Толл). І фільм, і книга містять час від часу слова на корнській мові, сім'я Ладловів є родиною іммігрантів з Корнуолла.

## Сюжет
Легенда про відвагу, кохання, вірність і зраду, на фоні чудових краєвидів природи. На початку XX століття в американському штаті Монтана відставний кавалерійський полковник Вільям Ладлов (Ентоні Гопкінс) живе в пустелі зі своїми трьома синами Трістаном (Бред Пітт), Альфредом (Ейдан Квінн) і Семюелем (Генрі Томас). Одного разу, молодший син повернувся з коледжу з чарівною дівчиною Сюзанною (Джулія Ормонд), яку назвав своєю нареченою. Вона увійшла в їхню сім'ю, і неймовірним чином змінила долі всіх її членів.
Згуртована сім'я стикається з трагедією, коли Семюель загинув у Першій світовій війні. Трістан і Альфред вижили під час війни, але незабаром після повернення додому обидва чоловіки почали боротися за любов Сюзанни, і їх інтенсивне суперництво почало руйнувати сім'ю. Легенда про зраду, відвагу, кохання і вірність …

## Ролі виконують
- Бред Пітт — Трістан Ладлов
- Ентоні Гопкінс — Вільям Ладлов
- Ейдан Квінн[en] — Альфред Ладлов
- Джулія Ормонд — Сюзанна Фінкеннон-Ладлов
- Генрі Томас — Семюель Ладлов
- Каріна Ломбард[en] — Ізабель «Ізабель Друга» Декер-Ладлов
- Гордон Тутусіс — Один Удар
- Крістіна Піклз — Ізабель Ладлов

## Нагороди
- 1995 Премія «Оскар» Академії кінематографічних мистецтв і наук (США):
  - за найкращу операторську роботу — Джон Толл[en]

- 1995 Премія Асоціації кінокритиків Даллас-Форт-Ворта: (Dallas-Fort Worth Film Critics Association) (DFWFCA Award):
  - за найкращу операторську роботу — Джон Толл[en]

- 1995 Премія Бронзовий Вранглер[en]:
  - за кінострічку — Едвард Цвік (режисер), Вільям Д. Вітліфф[en] (сценарист/продюсер), Ентоні Гопкінс (актор у головній ролі), Бред Пітт (актор у головній ролі)